# Clarksburg (West Virginia)
Clarksburg is een plaats (city) in de Amerikaanse staat West Virginia, en valt bestuurlijk gezien onder Harrison County. Het inwonertal was op 1 januari 2000 volgens het US Census bureau 16.743. Het is de belangrijkste en grootste stad van de Clarksburg, WV Metropolitan Statistical Area. Het aantal inwoners van de agglomeratie is vastgesteld op 92.508. Sinds 1979 wordt in Clarksburg het West Virginia Italian Heritage Festival. Dit is een festival dat wordt georganiseerd om de grote Italiaanse bevolking in West Virginia te vieren. Elk jaar trekt dit festival meer dan 100.000 mensen.

## Geografie
Volgens het United States Census Bureau beslaat de plaats een oppervlakte van 24,7 km², geheel bestaande uit land. Clarksburg ligt op ongeveer 315 m boven zeeniveau. De stad ligt langs West Fork Rivier en de Elk Creek. Clarksburg ligt in de Noord-Centrale Regio van West Virginia.

## Snelwegen
Clarksburg is gelegen vlak bij de US 50 en de I-79 (Corrider D). Andere belangrijke wegen in de regio zijn de WV 20 en de WV 58.

## Plaatsen in de nabije omgeving
De onderstaande figuur toont nabijgelegen plaatsen in een straal van 8 km rond Clarksburg.

## Geboren
- Thomas Jackson (1824-1863), beroepsofficier en Zuidelijke generaal tijdens de Amerikaanse Burgeroorlog
- John W. Davis (1873-1955), politicus en advocaat
- Cyrus Vance (1917-2002), politicus en diplomaat